# Atlantic Rally Cup
ARC (Atlantic Rally of Cruisers) — ежегодная трансатлантическая регата.
Регата стартует в ноябре каждого года с острова Гран-Канария (Канарские острова, г. Лас-Пальмас-де-Гран-Канария), финиш на острове Сент-Люсия (расстояние около 2700 морских миль). В зависимости от типа яхты и погодных условий переход занимает от 7 до 21 дня. Одно из крупнейших ежегодных парусных событий в мире. В регате принимают участие до 225 яхт (количество участников ограничено из-за вопросов безопасности).
В 2010 году была проведена юбилейная, 25-я регата.

## История
Гонка зародилась в связи с окончанием тёплого сезона на Средиземном море, когда многие яхтсмены устремляются в тёплые края, в данном случае в Карибский бассейн.